# イヴェット・クーパー
イヴェット・クーパー（英: Yvette Cooper、1969年3月20日 - ）は、イギリスの政治家。労働党所属。ノーマントン・ポンテフラクト・カッスルフォード選挙区（旧ポンテクラフト・カッスルフォード選挙区）選出。現在、スターマー内閣で第99代内務大臣を務める。住宅担当国務大臣、財務省主席担当官、雇用・年金大臣を歴任した。ブラウン政権時には夫のエド・ボールズと共に、夫婦で入閣している。

## 経歴

### 若年期
1969年、インヴァネスに生まれる。彼女の父・トニー・クーパーは、プロスペクトという通商労組の幹部で、原子力廃止措置機関のメンバー、原子力産業協会の会長も務めた。保守党から政府の諮問委員にも選ばれていたこともあり、協会からは「原子力について、博識で説得力があり、はっきりとした意見を言える者」と評されていた。
オックスフォード大学ベリオール・カレッジで哲学・政治学・経済学を専攻し、1991年にはケネディ奨学金を受けてハーバード大学、ロンドン・スクール・オブ・エコノミクスで経済の研究をした。
1990年には影の財務大臣ジョン・スミスの経済顧問となり、1992年にはアメリカの大統領候補ビル・クリントンのもとでも働いた。その後、影の財務省主席担当官のハリエット・ハーマンの政策アドバイザーとなり、1995年にはインデペンデント紙の経済ジャーナリストとして働いた。

### 政界へ
1997年の総選挙でポンテフラクト・カッスルフォード選挙区から出馬するが、ここは元下院副議長のジェフリー・ロフトハウスの選挙区で労働党の強固な地盤だけに、25725票もの得票差をつけ難なく初当選を果たした。その後順調に出世し、1999年に保健省政務次官、2003年には副首相ジョン・プレスコットのオフィスで働いた。2005年の総選挙後は、コミュニティー・地方自治担当閣外相に任命される。
クーパーはブラウン派に属しており、2007年にゴードン・ブラウンが首相に就任すると、彼の内閣で住宅担当国務大臣に任命された。このポジションは閣外相であるものの、閣議への出席を求められる地位である。ピーター・ヘイン労働・年金大臣の辞任に伴う内閣改造で、2008年1月24日に女性としては初の財務省主席担当官に任命された。既に入閣していた夫のエド・ボールズ児童・学校・家庭大臣と共に、初の夫婦での入閣となった。
2010年の労働党下野後は、エド・ミリバンド党首のもとで2011年に影の内務大臣に任命され、2015年まで務めた。2015年にミリバンドが党首を辞任すると、後任の党首選に立候補したが、第一回投票で3位にとどまり敗退した。イギリスの欧州連合離脱（ブレグジット）をめぐっては、いわゆる「合意なき離脱」の回避に努め、2019年EU離脱法の改正案を下院に提出するなどした。2021年、再び影の内務大臣に就任した。
2024年イギリス総選挙では労働党が圧勝し、スターマー内閣が発足。労働党は再び与党となりクーパーは同年7月5日に内務大臣に就任した。

## 私生活
1998年にエド・ボールズと結婚し、2人の娘（それぞれ1999年、2004年誕生）と1人の息子（2001年誕生）がいる。夫は2005年に彼女の隣の選挙区・ノーマントン選挙区で当選して議員となった。2人を「労働党のゴールデン・カップル」と呼ぶ声もある。なお、夫婦で議員となっているカップルは、彼らのほかに4組存在する。2001年に2人目の子どもが生まれたとき、彼女は産休を取って休職した。産休を取った閣外相は彼女が初であった。
水泳と似顔絵を描くことが趣味である。